# 永田キング
永田 キング（ながた きんぐ、1910年8月 - 1977年2月4日）は、昭和期のコメディアン、喜劇俳優、漫才師。戦前は主に吉本興業（東京吉本）所属。本名は永田 義一。

## プロフィール
京都府出身、5女4男、男の兄弟では末っ子、実家は土建屋で、初舞台は18歳、当時「しぐれ亭とほる」または「時雨亭文男」を名乗っていた、新国劇に憧れたのが芸界入りのきっかけ、それ以前は大空ヒットによると体操選手だったという。1932年頃に永田キングと名乗った。戦前から妻の妹のミス・エロ子（のちの「ミス・ペテ子」）と「永田キング・ミスエロ子」で運動神経を生かした動きの多い漫才を始める、この頃のキャッチフレーズは「スポーツ漫才」であった。のちに発展させる形で漫才や軽演劇やレヴューを織り込んだ「永田キングとその漫党」（のちの「永田キング一党」）を立ち上げる、この頃の舞台の作・演出のほとんどがキングであった。大阪、京都など全国で人気を博し、1934年2月には「爆笑王キング万歳」で映画に初主演している。
その後1935年5月に横浜伊勢佐木町の横浜花月劇場（吉本興業直営）に出演。以降吉本興業（東京吉本）専属として、吉本の小屋に出演する。1936年10月には「かっぽれ人生」で脚本、原作、主演。1937年10月から浅草の浅草花月で始まった「吉本ショウ」に出演。戦時中に新興キネマの演芸部に移った時期もありこの頃は新興の拠点だった京都に住まいがあり毎回ミスワカナ・玉松一郎らとともに新作の漫才などの舞台を勤めた。戦後大阪や静岡に住み、1949年にヒロポンと体調不良で仕事を休演、その後野球コントをはじめる。1959年に伊藤道郎の勧めで渡米しアメリカの子供向けの番組「ホリデー・イン・ジャパン」に出演などをし、またロサンゼルスでも野球コントを披露し1961年にはブラジルにも巡業、その後、息子3人で「永田キングチーム」の名で占領軍、進駐軍相手に野球コントをしていたり、日劇ミュージックホールの出演を1955年まで続けた。当り芸にマルクス兄弟のグルーチョ・マルクスの変装、メイク、動きで評判を呼び「和製マルクス」を自称した。1967年4月にNHKの土曜ひる席に弟子らと出演した映像がある。
実の姉が漫才の流行亭歌麿・八千代（のちの流行亭歌麿・やちよ）の流行亭やちよでコンビ名もキングが名付けた、実の弟に同じキングと一党などで活躍した永田英治がいた。一党出身者にはあきれたぼういずで活躍した川田晴久や町田金嶺、また漫才のアザブラブ・伸（伸はのちに司会や漫談で活躍）、戦後宝塚新芸座、吉本新喜劇、松竹新喜劇などで活躍した花和幸助は「思いを達し」をもじった重井龍志の名で一党に属し筆頭幹部であった。弟子にキン坊、小キングは星ギン子・ララ子のギン子の夫でその実子は横山ホットブラザーズのメンバーであった横山洋二、チエ子、ボンヂほか。大空ヒット・三空ますみの大空ヒットも若い頃一緒に旅回りで一座をともにした。